# 도화초등학교 단장분교
도화초등학교 단장분교는 대한민국 전라남도 고흥군 도화면 단장리에 있었던 공립 초등학교이다.

## 연혁
- 1968년 3월 1일 도화남국민학교 단장분교
- 1995년 3월 1일 도화국민학교로 편입
- 1996년 3월 1일 도화초등학교 단장분교
- 1999년 3월 1일 폐교